# متلازمة عرض ترومان
متلازمة عرض ترومان (بالإنجليزية: The Truman Show delusion)‏ (المعروف أيضاً بشكل غير رسمي باسم متلازمة ترومان) هو نوع من الأوهام التي يعتقد فيها المريض أن حياته عبارة عن مسرحية منظمة أو عرض من عروض تلفزيون الواقع. ظهر هذا المصطلح في عام 2008 من قبل الأخوة جويل وإيان جولد (فيلسوف في علم الأعصاب وطبيب نفسي) بعد فيلم عرض ترومان (1998). اختيار هذا الاسم كان بسبب تأثير فيلم «عرض ترومان» في ثلاثة من خمسة مرضى تعامل معهم جولد. لكن المصطلح غير معترف به رسمياً وليس مدرجاً في الدليل التشخيصي والإحصائي للجمعية الأمريكية للطب النفسي. مع ذلك، الأخوة لم يصرحوا بأنه تشخيص جديد ولكن أشاروا إلى أنه «تباين في أوهام العظمة والاضطهادية». وأشار أيضاً أطباء نفسيين من المملكة المتحدة (باولو فوسر بولي وأوليفر هوز ولوسيا فالماجا وفيليب ماغواير) من معهد الطب النفسي في لندن إلى أن «تفسير ترومان» هو نتيجة بحث المرضى عن معنى في تصورهم أن العالم قد تغير بصورة قوية نوعاً ما ولا يمكن تفسير تغيره.

## الحالات المبلغ عنها
كانت هناك أكثر من 40 حالة سجلت على أشخاص يعانون من هذه المتلازمة في الولايات المتحدة وبريطانيا وأماكن أخرى. التقى جويل وإيان منذ عام 2002، مع أكثر من 10 أفراد يعانون من هذا الوهم، أغلبهم كانوا من الرجال البيض وتتراوح أعمارهم بين 25 و34 عاماً.
قدم جويل وإيان تقريراً عن مريض واحد سافر إلى مدينة نيويورك بعد حادثة 11 سبتمبر للتأكد من أن الهجمات الإرهابية لم تكن تحولاً في السيناريو.
في حين سافر آخر لمبنى اتحادي في مانهاتن الجنوبية لطلب اللجوء خوفاً من برنامجه.
مريض آخر كان يعمل كمتدرب في برنامج تلفزيون الواقع، ويعتقد سراً أن الكاميرات تتعقبه حتى في صناديق الاقتراع في يوم الانتخابات في عام 2004. تم نقله إلى مستشفى بلفيو حيث قابل إيان جولد وكان ذلك بعد صراخه بأن الرئيس السابق جورج بوش كان يهوذا.
أحد مرضى جولد (من الطبقة الوسطى، وكان يعمل في الجيش)، أراد أن يتسلق تمثال الحرية بسبب اعتقاده بأنه إذا أقدم على ذلك، سيتم إطلاق سراحه من العرض. ووصف حالته على هذا النحو:
«أدركت أنني كنت ولازلت المحور، وأنني محط اهتمام الملايين من الناس.. عائلتي وجميع من أعرفهم كانوا ممثلين في سيناريو، تمثيلية الغرض منها جعلي محط اهتمام العالم».